# Równe (Subkarpaten)
Równe is een plaats in het Poolse district  Krośnieński (Subkarpaten), woiwodschap Subkarpaten. De plaats maakt deel uit van de gemeente Dukla en telt 2000 inwoners.